# Gouvernement de Silva II
 Asturies
de Silva I Rodríguez-Vigil
Le gouvernement de Silva II est le gouvernement des Asturies entre le 29 juillet 1987 et le 12 juillet 1991, durant la IIe législature de la Junte générale de la principauté des Asturies. Il est présidé par Pedro de Silva.

## Composition

### Initiale
| Fonction                                                               | Titulaire | Titulaire                            | Parti    |
| ---------------------------------------------------------------------- | --------- | ------------------------------------ | -------- |
| Président                                                              |           | Pedro de Silva Cienfuegos-Jovellanos | FSA-PSOE |
| Conseiller à la Présidence                                             |           | Bernardo Fernández Pérez             | FSA-PSOE |
| Conseiller aux Finances, à l'Économie et à la Planification            |           | Vicente Sánchez Álvarez              | FSA-PSOE |
| Conseiller à l'Intérieur et à l'Administration territoriale            |           | Emilio Ballesteros Castro            | FSA-PSOE |
| Conseiller à l'Aménagement du territoire, à l'Urbanisme et au Logement |           | Emilio Murcia Navarro                | FSA-PSOE |
| Conseiller à l'Éducation, à la Culture et aux Sports                   |           | Manuel Fernández de la Cera          | FSA-PSOE |
| Conseiller à la Santé et aux Services sociaux                          |           | Juan Luis Rodríguez-Vigil Rubio      | FSA-PSOE |
| Conseiller aux Travaux publics, aux Transports et aux Communications   |           | Juan Ramón Zapico García             | FSA-PSOE |
| Conseiller à l'Agriculture et à la Pêche                               |           | Jesús Cadavieco Hevia                | FSA-PSOE |
| Conseillère à l'Industrie, au Commerce et au Tourisme                  |           | María Paz Fernández Felgueroso       | FSA-PSOE |
| Conseillère à la Jeunesse                                              |           | Pilar Alonso Alonso                  | FSA-PSOE |

### Remaniement du10 janvier 1990
- Les nouveaux conseillers sont indiqués en gras, ceux ayant changé d'attributions en italique.

| Fonction                                                               | Titulaire | Titulaire                            | Parti    |
| ---------------------------------------------------------------------- | --------- | ------------------------------------ | -------- |
| Président                                                              |           | Pedro de Silva Cienfuegos-Jovellanos | FSA-PSOE |
| Conseiller à la Présidence                                             |           | Bernardo Fernández Pérez             | FSA-PSOE |
| Conseiller aux Finances, à l'Économie et à la Planification            |           | Vicente Sánchez Álvarez              | FSA-PSOE |
| Conseiller à l'Intérieur et à l'Administration territoriale            |           | Emilio Ballesteros Castro            | FSA-PSOE |
| Conseiller à l'Aménagement du territoire, à l'Urbanisme et au Logement |           | Felipe Fernández Fernández\|         | FSA-PSOE |
| Conseiller à l'Éducation, à la Culture et aux Sports                   |           | Jorge Esteban Fernández Bustillo     | FSA-PSOE |
| Conseiller à la Santé et aux Services sociaux                          |           | Juan Luis Rodríguez-Vigil Rubio      | FSA-PSOE |
| Conseiller aux Travaux publics, aux Transports et aux Communications   |           | Juan Ramón Zapico García             | FSA-PSOE |
| Conseiller à l'Agriculture et à la Pêche                               |           | Jesús Cadavieco Hevia                | FSA-PSOE |
| Conseillère à l'Industrie, au Commerce et au Tourisme                  |           | María Paz Fernández Felgueroso       | FSA-PSOE |
| Conseillère à la Jeunesse                                              |           | Pilar Alonso Alonso                  | FSA-PSOE |